# Yahiko (Niigata)
Yahiko (弥彦村, Yahiko-mura) est un village situé dans le district de Nishikanbara (préfecture de Niigata).